# Büttenhardt
Büttenhardt is een gemeente en plaats in het Zwitserse kanton Schaffhausen.
Büttenhardt telt 357 inwoners.
Bargen · Beggingen · Beringen · Buch · Buchberg · Büttenhardt · Dörflingen · Gächlingen · Hallau · Hemishofen · Lohn · Löhningen · Merishausen · Neuhausen am Rheinfall · Neunkirch · Oberhallau · Ramsen · Rüdlingen · Schaffhausen · Schleitheim · Siblingen · Stein am Rhein · Stetten · Thayngen · Trasadingen · Wilchingen
- Gemeinsame Normdatei: 4547122-8
- Historisch woordenboek van Zwitserland: 001267
- Virtual International Authority File: 239641185
- WorldCat: E39PBJhdc7GhfqXMg7MQctmrv3